# Cuba Soprana
Die Cuba Soprana war ein Schloss der normannischen Könige Siziliens im Westen von Palermo. Es lag wie die Schlösser Zisa, Uscibene und Cuba Sottana in dem königlichen Park außerhalb der Stadt.

## Geschichte
Erbaut wurde die Cuba Soprana im 12. Jahrhundert unter König Wilhelm II. Den Namen Cuba Soprana (obere Cuba) erhielt sie zur Unterscheidung von der weiter talwärts gelegenen Cuba Sottana, die heute allgemein einfach "La Cuba" genannt wird. Im 15. Jahrhundert wurde die Cuba Soprana in einen Wehrturm umgebaut und erhielt den Namen Torre Alfaina.
Im 16. Jahrhundert baute die Familie Ventimiglia die Ruinen der Torre Alfaina zu einer Villa um, aus der später die Villa Napoli wurde. Dass diese Villa an der Stelle der ursprünglichen Cuba Soprana stand, geriet in Vergessenheit, bis 1920 an der Ostfassade der Villa normannisches Mauerwerk mit zugemauerten Spitzbögen entdeckt wurde, das von Nino Basile als Überrest der Cuba Soprana identifiziert wurde. Bei einer 1995 begonnenen Restaurierung der Villa wurde unter anderem dieses Mauerwerk wieder freigelegt.

## Beschreibung
Die Cuba Soprana war ein vermutlich zweigeschossiger Bau, der über einem rechteckigen Grundriss errichtet war.
Aus zeitgenössischen Schilderungen geht hervor, dass das Wasser einer nahe gelegenen Quelle durch einen Kanal in das Gebäude geleitet wurde und sich in dem östlichsten Raum in fünf strahlenförmig nach außen führende Kanäle aufteilte.
In dem die Cuba Soprana umgebenden Park lagen mehrere kleine Pavillons, von denen nur noch die Cubula erhalten ist.